# Fibuloides levatana
Fibuloides levatana là một loài bướm đêm thuộc họ Tortricidae. Nó được tìm thấy ở Trung Quốc (Chiết Giang, Phúc Kiến) và Việt Nam.